# Heidi Melton
Heidi Melton (* 18. September 1981 in Spokane, Washington, USA) ist eine amerikanische Opernsängerin (Hochdramatischer Sopran).

## Karriere
Heidi Melton erwarb zunächst einen Bachelor-Abschluss der Eastman School of Music (Rochester, NY) und einen Master-Abschluss des Curtis Institute of Music in Philadelphia. Während ihrer Zeit bei Curtis spielte sie die Rollen der Lady Billows in Albert Herring, der Fiordiligi in Così fan tutte sowie die Titelrollen in Händels Alcina und Richard Strauss’ Ariadne auf Naxos. Ihr Debüt an der San Francisco Opera absolvierte sie als Marianne Leitmetzerin in Strauss’ Der Rosenkavalier und trat dann als Diane in Christoph Willibald Glucks Iphigénie en Tauride auf. Außerdem sang sie in der Uraufführung von Philip Glass’ Appomattox die Rolle der Mary Todd Lincoln. Anschließend debütierte sie mit der Opera Philadelphia als Gertrude in Engelbert Humperdincks Hänsel und Gretel und spielte im San Francisco Opera Center im Lincoln Theatre in Yountville die Mrs. Grose in Benjamin Brittens The Turn of the Screw. An der Metropolitan Opera debütierte sie als 2. Magd in Elektra.
In Europa debütierte sie in einer Verdi-Partie, nämlich jener der Amelia in Un ballo in maschera am Grand Théâtre de Bordeaux.
Seit einigen Jahren ist sie primär in Strauss- und Wagner-Rollen zu erleben, etwa der Chrysothemis sowie der Ada in Die Feen (Oper Frankfurt), wo sie auch als Eglantine in Carl Maria von Webers Euryanthe besetzt war, Elisabeth in Tannhäuser und Isolde in Tristan und Isolde. 2016 debütierte sie bei den Bayreuther Festspielen als Sieglinde in Die Walküre. Auf einer CD-Einspielung ist sie auch als Brünnhilde besetzt.

## Auszeichnungen
- 2006 Gewinnerin Metropolitan Opera National Council Auditions und Mario Lanza Wettbewerb
- 2008 Sara Tucker Study Grant und Internationaler Hans-Gabor-Belvedere-Gesangswettbewerb